# Sparkassen Cup (теніс) 2001
Sparkassen Cup (теніс) 2001 — жіночий тенісний турнір, що проходив на закритих кортах з твердим покриттям у Лейпцигу (Німеччина). Належав до турнірів 2-ї категорії в рамках Туру WTA 2001. Тривав з 24 до 30 вересня 2002 року. Перша сіяна Кім Клейстерс здобула титул в одиночному розряді й отримала 90 тис. доларів США.

## Учасниці основної сітки в одиночному розряді

### Сіяні учасниці
| Країна                      | Гравчиня            | Рейтинг | Сіяна |
| --------------------------- | ------------------- | ------- | ----- |
| Бельгія                     | Кім Клейстерс       | 5       | 1     |
| Франція                     | Наталі Тозья        | 10      | 2     |
| Союзна Республіка Югославія | Єлена Докич         | 11      | 3     |
| США                         | Меган Шонессі       | 12      | 4     |
| Італія                      | Сільвія Фаріна-Елія | 15      | 5     |
| Болгарія                    | Магдалена Малеєва   | 16      | 6     |
| Росія                       | Олена Дементьєва    | 17      | 7     |
| Австрія                     | Барбара Шетт        | 18      | 8     |
| Росія                       | Анна Курнікова      | 21      | 9     |

### Інші учасниці
Нижче подано учасниць, що отримали вайлд-кард на вихід в основну сітку:
- Květa Hrdlickova
- Яна Кандарр
- Іва Майолі

Нижче наведено учасниць, що пробились в основну сітку через стадію кваліфікації в одиночному розряді:
- Даніела Гантухова
- Тетяна Панова
- Барбара Ріттнер
- Барбара Шварц

Такі тенісистки потрапили в основну сітку як щасливі лузери:
- Анастасія Мискіна

## Учасниці основної сітки в парному розряді

### Сіяні пари
| Країна     | Гравчиня         | Країна                      | Гравчиня        | Рейтинг | Сіяна |
| ---------- | ---------------- | --------------------------- | --------------- | ------- | ----- |
| Росія      | Олена Лиховцева  | Франція                     | Наталі Тозья    | 12      | 1     |
| Бельгія    | Кім Клейстерс    | Союзна Республіка Югославія | Єлена Докич     | 42      | 2     |
| Словаччина | Генрієта Надьова | Австрія                     | Барбара Шетт    | 55      | 3     |
| Словаччина | Каріна Габшудова | Україна                     | Олена Татаркова | 80      | 4     |

### Інші учасниці
Нижче наведено пари, які отримали вайлдкард на участь в основній сітці:
- Мартіна Мюллер /  Сільвія Талая

Нижче наведено учасниць, що пробились в основну сітку через стадію кваліфікації в парному розряді:
- Марта Марреро /  Франческа Ск'явоне

## Фінальна частина

### Одиночний розряд
- Кім Клейстерс —  Магдалена Малеєва, 6–1, 6–1

### Парний розряд
- Олена Лиховцева /  Наталі Тозья —  Квета Грдлічкова /  Барбара Ріттнер, 6–4, 6–2